# Benthamia monophylla
Benthamia monophylla är en orkidéart som beskrevs av Rudolf Schlechter. Benthamia monophylla ingår i släktet Benthamia och familjen orkidéer. Inga underarter finns listade i Catalogue of Life.